# Janvier 1879
 (juin 2022).
Si vous disposez d'ouvrages ou d'articles de référence ou si vous connaissez des sites web de qualité traitant du thème abordé ici, merci de compléter l'article en donnant les références utiles à sa vérifiabilité et en les liant à la section « Notes et références ».

## Événements
- France : victoires républicaines aux municipales et aux sénatoriales.

- 11 janvier :
  - Début de la Guerre des Zoulous en Afrique du Sud.
  - William Johnstone Ritchie devient juge en chef à la cour suprême canadienne.

- 21 janvier (Belgique) : le ministère libéral belge dépose un projet de loi qui place l’enseignement primaire, jusqu’à présent aux mains de l’Église catholique, sous le contrôle de l’État. Début de la première guerre scolaire.

- 22 janvier : le corps expéditionnaire britannique (15 000 hommes) est mis en pièces par les troupes du chef Zoulou Chettiwayo à la bataille d'Isandhlwana. L’affrontement fait 1 600 morts parmi les troupes britanniques qui perdent plus d'officiers qu'à Waterloo.

- 30 janvier, France :
  - Démission du président de la République Mac-Mahon, remplacé par Jules Grévy (fin en 1887) qui fait voter un amendement qui consacre l’effacement du président.
  - Léon Gambetta préside la Chambre.

## Naissances
- 1er janvier :
  - Edward Morgan Forster, écrivain anglais († 7 juin 1970).
  - William Fox, producteur américain de cinéma, fondateur de la Fox Film Corp († 8 mai 1952).
- 15 janvier : Mazo de la Roche, auteure.
- 17 janvier : Richard Gavin Reid, premier ministre de l'Alberta.
- 22 janvier : Francis Picabia, peintre et écrivain français († 30 novembre 1953).
- 25 janvier : Humphrey T. Walwyn, gouverneur de Terre-Neuve.
- 30 janvier : Vicente Pastor, matador espagnol († 30 septembre 1966).

## Décès
- 1er janvier : Jean Bricourt, homme politique belge (° 8 juin 1805).
- 4 janvier :
  - Pierre-Alexis Tremblay, politicien.
  - Michael Echter, peintre allemand (° 5 mars 1812).
- 10 février : Honoré Daumier, sculpteur, lithographe et peintre français.
- 16 janvier : Octave Crémazie, écrivain et poète.